# European Union Baroque Orchestra
Het European Union Baroque Orchestra (EUBO) is een Europees jongerenorkest.
Het EUBO werd in 1985 opgericht als een initiatief in het Europees jaar van de muziek in kader van de 300ste geboortejaar van Johann Sebastian Bach, Domenico Scarlatti en Georg Friedrich Händel. Het trad ruim 900 keer op in een 54 landen en maakte een 17-tal cd's.
Het orkest heeft zijn thuisbasis in Oxfordshire. Vanaf 2018 zou het orkest zich installeren in Antwerpen en samenwerken met het muziekcentrum Amuz.

## Bekende musici en musici uit het Nederlandse taalgebied
- Jan Van Hoecke ( België) 2016 solist
- Kim Stockx ( Nederland), 2012
- Reinoud Van Mechelen ( België), 2012 tenor
- Saron Houben ( Nederland), 2013 viool
- Daphne Oltheten ( Nederland), 2013 viool
- Lisa De Boo ( België), 2013 contrabas
- Matthea de Muynck ( Nederland), 2015 viool
- Isabel Franenberg ( Nederland), 2016 altviool
- Marit Darlang ( Nederland), 2016 fagot